# Szpic niemiecki
Szpic niemiecki − jedna ras psów zaliczana do grupy szpiców i psów pierwotnych, sekcji szpiców europejskich.  Nie podlega próbom pracy.

## Rys historyczny
Szpice niemieckie wywodzą się ze szpiców żyjących w Europie już w epoce kamienia. Zostały przywiezione do Ameryki, gdzie nadano im nazwę American Eskimo Dogs.

## Wygląd
Szpice niemieckie to grupa psów, która obejmuje szpice uznane przez FCI pod jednym numerem wzorca - 97. Należą do nich:

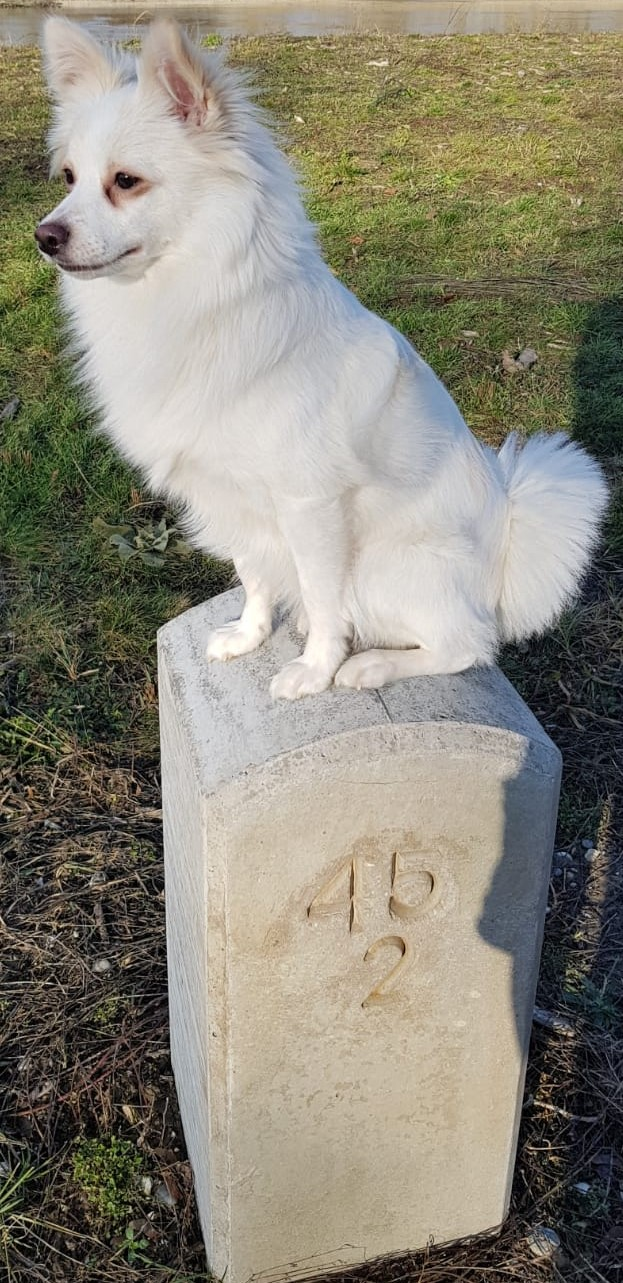
Szpic niemiecki średni. Biały w brązowe łatki.

| Nazwa                              | Wysokość (cm) | Waga (kg) |
| Wolfspitz Keeshond, Wilczy         | 45-55         | 25-29,7   |
| Grossespitz Duży                   | 42-50         | 15-25     |
| Mittelspitz Średni                 | 29-35,5       | 11,3      |
| Kleinspitz Mały                    | 23-28         | 3,1       |
| Zwergspitz Miniaturowy, Pomeranian | 18-22         | 1,9–3,5   |

### Budowa
Wszystkie szpice niemieckie charakteryzują się lisią głową, wysoko położonymi, trójkątnymi uszami oraz zawiniętym na grzbiet ogonem.

### Szata i umaszczenie
Sierść szpica niemieckiego małego, dużego lub średniego musi być czarna, brązowa, biała, biało-czarna lub biało-brązowa.

## Zachowanie i charakter
Szpice niemieckie należą do psów czujnych. Są żywiołowe i ruchliwe, silnie przywiązują się do właściciela. Jest wybornym psem do towarzystwa. .